# ستيف غولنغ
ستيف غولنغ (بالإنجليزية: Steve Goulding)‏ هو طبال بريطاني، ولد في 1954 في جنوب لندن في المملكة المتحدة.

## وصلات خارجية
- الموقع الرسمي
- ستيف غولنغ على موقع الموسوعة البريطانية (الإنجليزية)
- ستيف غولنغ على موقع ميوزك برينز (الإنجليزية)
- ستيف غولنغ على موقع ديسكوغز (الإنجليزية)